# ريان كيلي (فنان قصص مصورة)
ريان كيلي (بالإنجليزية: Ryan Kelly)‏ هو فنان قصص مصورة أمريكي، ولد في 29 يناير 1976 في سانت بول في الولايات المتحدة.